# 勝沼氏館
勝沼氏館（かつぬましやかた）は、山梨県甲州市（旧東山梨郡勝沼町字御所）にあった戦国時代の館（日本の城）。1981年（昭和56年）5月28日、国の史跡に指定されている。

## 立地と歴史的景観
旧勝沼町域を東西に貫流する日川右岸の急崖である河岸段丘上に立地する。標高は418メートル。
勝沼氏は甲斐武田氏家臣で親族衆。甲斐守護武田信虎の弟である信友にはじまる家系。勝沼氏館は甲府盆地東端に位置し、小山田氏の領する郡内領の目付として、また峡東地方の支配を任されていた。館跡も甲州道中に面し郡内へも近く、峡東を一望できる位置にある。

## 発掘調査と検出遺構・出土遺物
1973年（昭和48年）に県立ワインセンターの建設候補地として調査が行われ、館跡の発見により内郭部が全面保存となり、1977年にかけて行われた7次の発掘調査によりほぼ全容が解明された。
館は主郭部と外郭部から構成され、主郭部は東西90m、南北60mで、北側と東側に内堀が見られる。生活遺構が多く、礎石のある建物址が23棟ある。縁石を用いて構築された水路址は幅30cmと45cmのものがあり、井戸と推定される水溜址と連結している。門址は土塁を利用したコの字形で、新旧の2時期があり、礎石があることから上屋が存在していたとも考えられている。また、無遺構部分から広場址、庭石から庭園状遺構、ピットに焼土が充満した小鍛冶施設を伴う工房遺構なども見つかっている。
出土遺物では、煤の付着から灯明用と考えられている土師質土器や、瀬戸美濃産灰釉皿、天目茶碗、中国産の青磁や白磁、染付などの陶磁器類をはじめ、鉄砲玉や刀装具などの武具類、金箸や金槌、毛抜き、茶臼、金属製農具や硯などの日用品、六器台皿などの宗教用具まで幅広く出土している。
勝沼氏館跡からは食具も出土している。漆器の碗類は日用品であったと考えられており、二重の亀甲紋・花鳥紋が描かれたものが見られる。中には薄手・小型のものも存在し、女性用であったとも考えられている。食台である折敷（おしき）は檜材、側板が桜材で結付けられており、脚はなく一片が30センチメートル程度の小型のもの。箸は断面がふくらみのある長方形で角箸に近く、両端がすぼまっている。卸し板、しゃもじ、楊枝も出土している。
また、館跡周辺には加賀屋敷や奥屋敷などの地名も残っていたが、館跡の発掘調査により周辺の街路や町割など旧跡の実態も明らかとなった。

## 勝沼氏館跡の動物遺体
勝沼氏館跡からは中世（15世紀代）の動物遺体（哺乳類・魚類・鳥類）が多数出土ている。出土した動物遺体のうち、哺乳類はシカ・イノシシ・イヌ・ウマの4種。狩猟対象であるシカが大多数で、部位の重複がいないことから1個体の若獣であると考えられている。シカは骨としての価値が低い椎骨・肋骨に切跡が見られることから、食肉用として解体されたと考えられている。中世武家居館における肉食の存在を示す資料として注目されている。イヌは幅約5メートル、深さ1.6メートルの堀の最下層から出土し、上腕骨1点が確認されている。
魚類はアジ科の小型魚類・タイ科・スマカツオ・スマが出土している。15世紀段階での甲斐における海産物流通の資料として注目されている。ほか、マグロ属が出土しているが、後代の混入であると見られている。鳥類はニワトリが出土している。
中世甲斐における海産物の流通に関しては、文献資料では笛吹市御坂町二ノ宮に鎮座する二宮美和神社の『二宮祭礼帳』（戦国期の天正年間）が知られ、ソウダガツオ、イワシなど海産物の存在を記録している。考古資料では南アルプス市大師の大師東丹保遺跡から出土した鎌倉時代のマダイが知られていたが、2009年には勝沼氏館跡の他にも南アルプス市の野牛島・西ノ久保遺跡において15世紀頃のソウダガツオ属が報告されている。

## 金熔融物付着土器の発見
勝沼氏館跡では外郭部に鍛冶遺構が検出されていたが、内郭部にも小鍛冶施設を伴う土間建築遺構が検出されており、周溝と水溜も伴っている。外郭部と別の鍛冶施設の用途は不明であったが、2009年には小鍛冶遺構出土土器の調査において金粒や重元素が付着した土器（熔融物付着土器）が検出され、勝沼氏館内部において金の精錬・加工が行われていた可能性が想定された。
黒川金山や湯之奥金山では鉛を用いた灰吹法による精錬が行われているが、山梨県立博物館では蛍光X線透析撮影による勝沼氏館跡出土の熔融物付着土器と黒川金山や中山金山出土の熔融物付着土器との比較を行い、勝沼氏館跡出土の熔融物付着土器には金粒以外で鉛が少なくビスマスが特に多い傾向が認められ、これは黒川金山出土の熔融物付着土器と共通することが判明した。
この結果から、勝沼氏館跡では近接する黒川金山から金鉱石が搬出され、精錬・加工が行われていた可能性が指摘されている。
また、勝沼氏館と日川を挟んで対岸に位置する勝沼町上岩崎の福寺遺跡からは戦国期の蛭藻金・碁石金20点と大量の埋蔵銭貨が出土している。

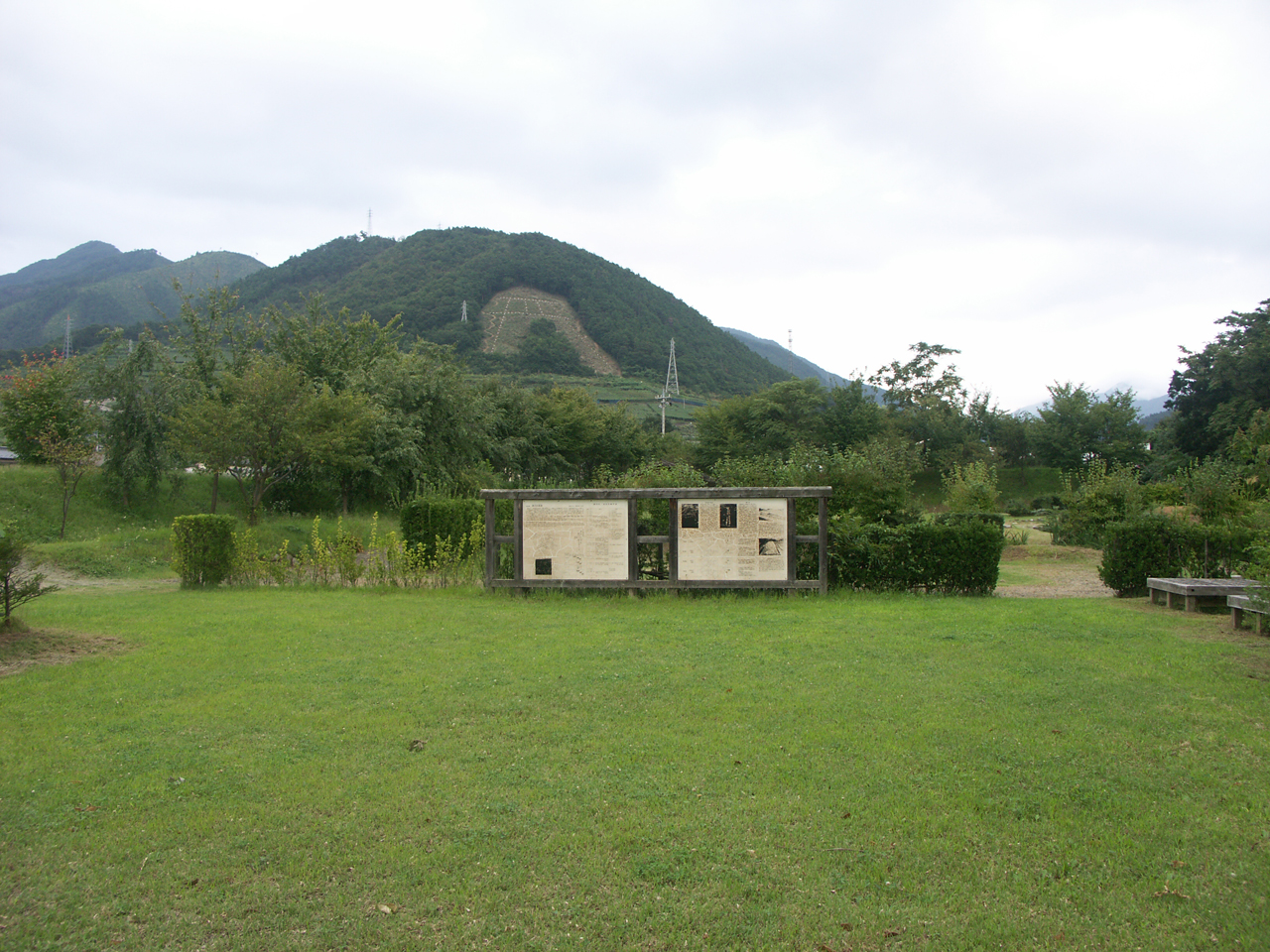
勝沼氏館
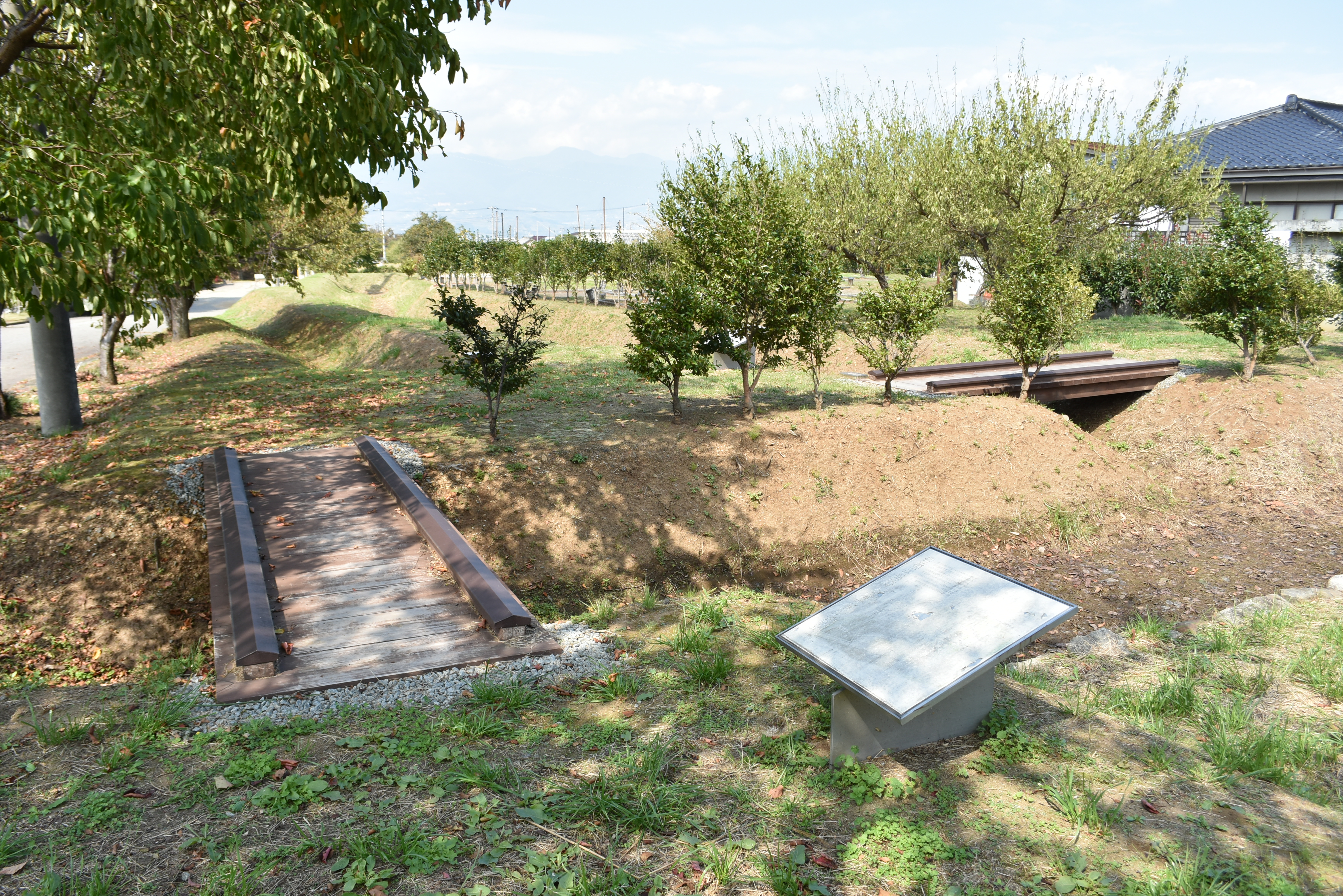
主郭部の内堀跡（2018年10月10日撮影）
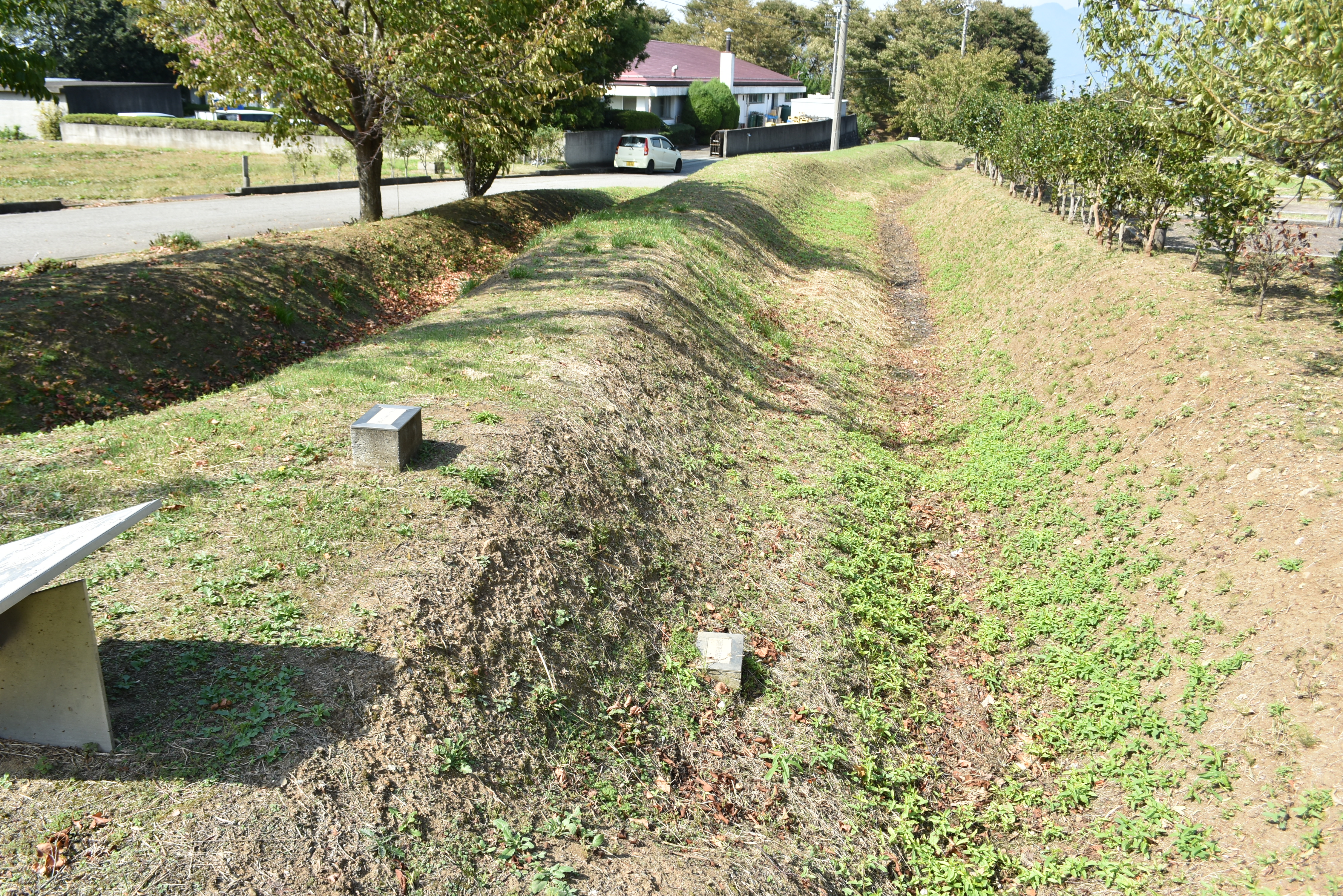
同左（2018年10月10日撮影）
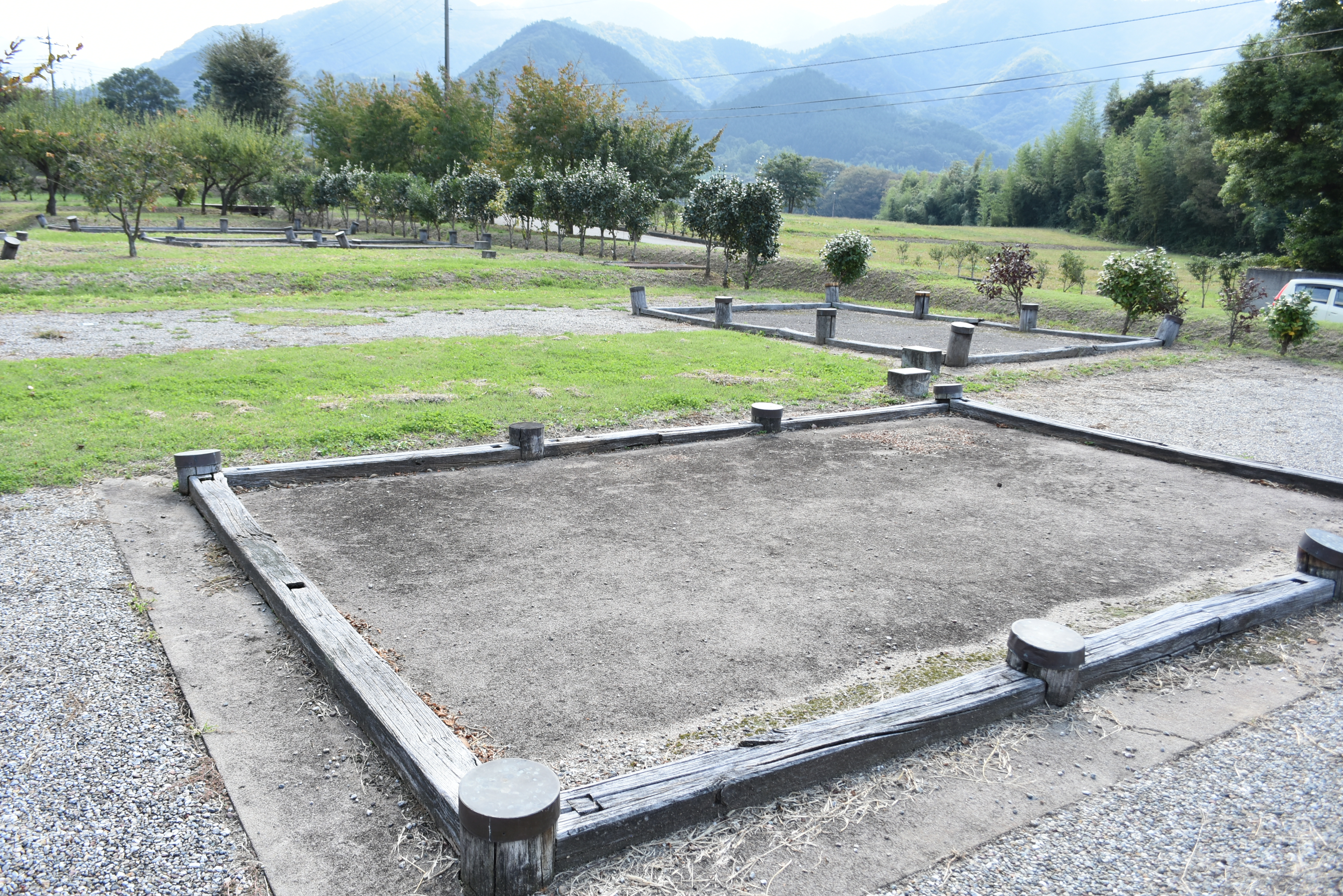
住居の礎石跡（2018年10月10日撮影）